# Sonomyn Choimbol
Sonomyn Choimbol fue un escultor de Mongolia, nacido el año 1907 en Tushetu Khan y fallecido el año 1970 en Ulan Bator. Es el autor del Monumento Sukhebaator de 1946. Artista de Honor de Mongolia.

## Datos biográficos

### Primeros años y formación

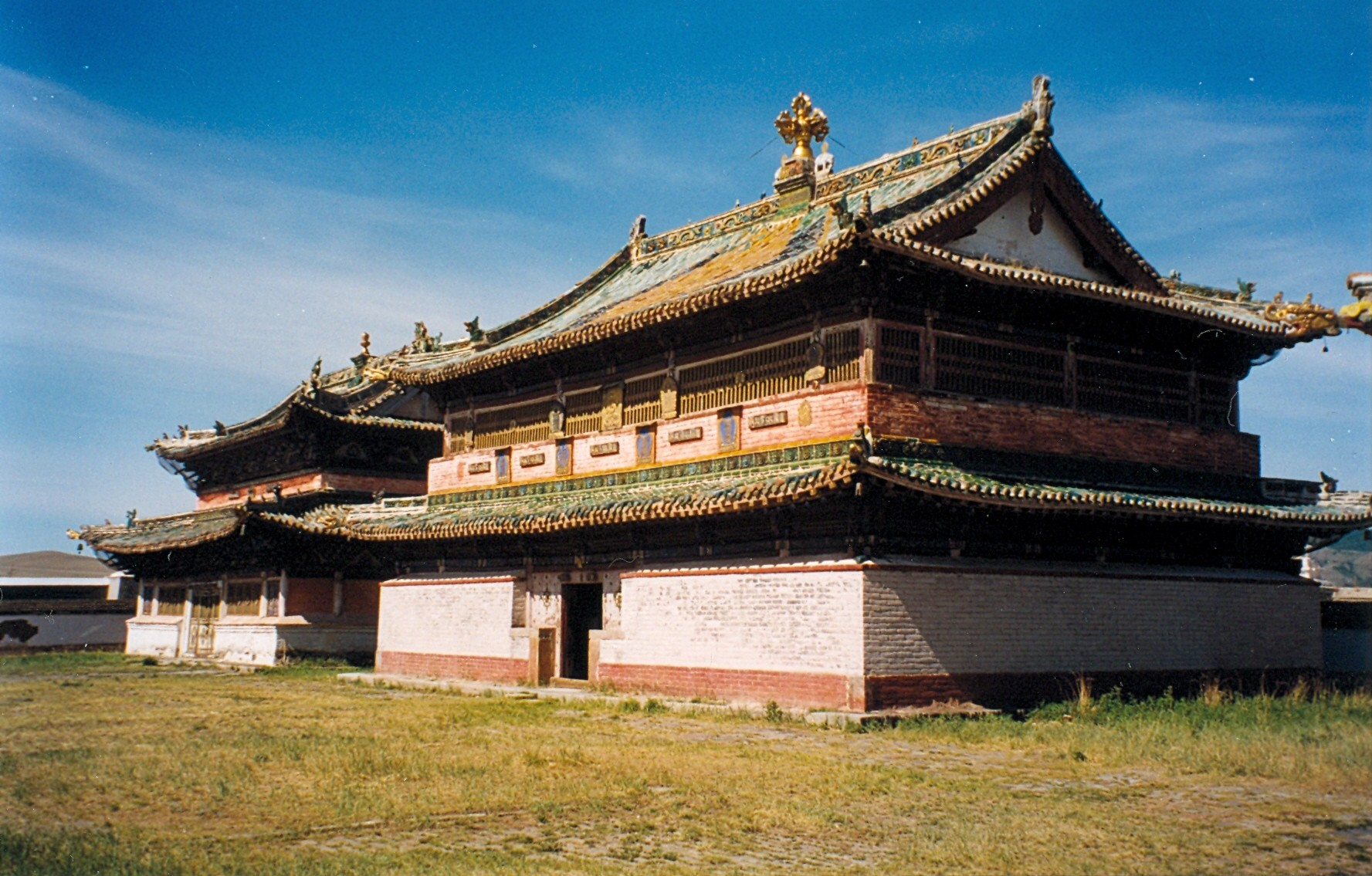
Monasterio de Endeni Zuu, donde ingresó para estudiar iconografía y grabado

Choymbol nació en Tushetu Khan , en la Mongolia Exterior hacia el noroeste de Kharkhorin (actual asentamiento de Hotont en el aimag de Arhangay) en 1907 . Antes de 1935 , estudió la iconografía budista y trabajó en el monasterio Erdeni Zuu, donde ingresó por deseo de su padre, estudió grabado y el tratamiento artístico de la piel (repujado y apliques). Su hermano Sharav Choymbol también trabajó como pintor en el monasterio de Erdeni Zuu.

### Carrera artística en la República Popular de Mongolia

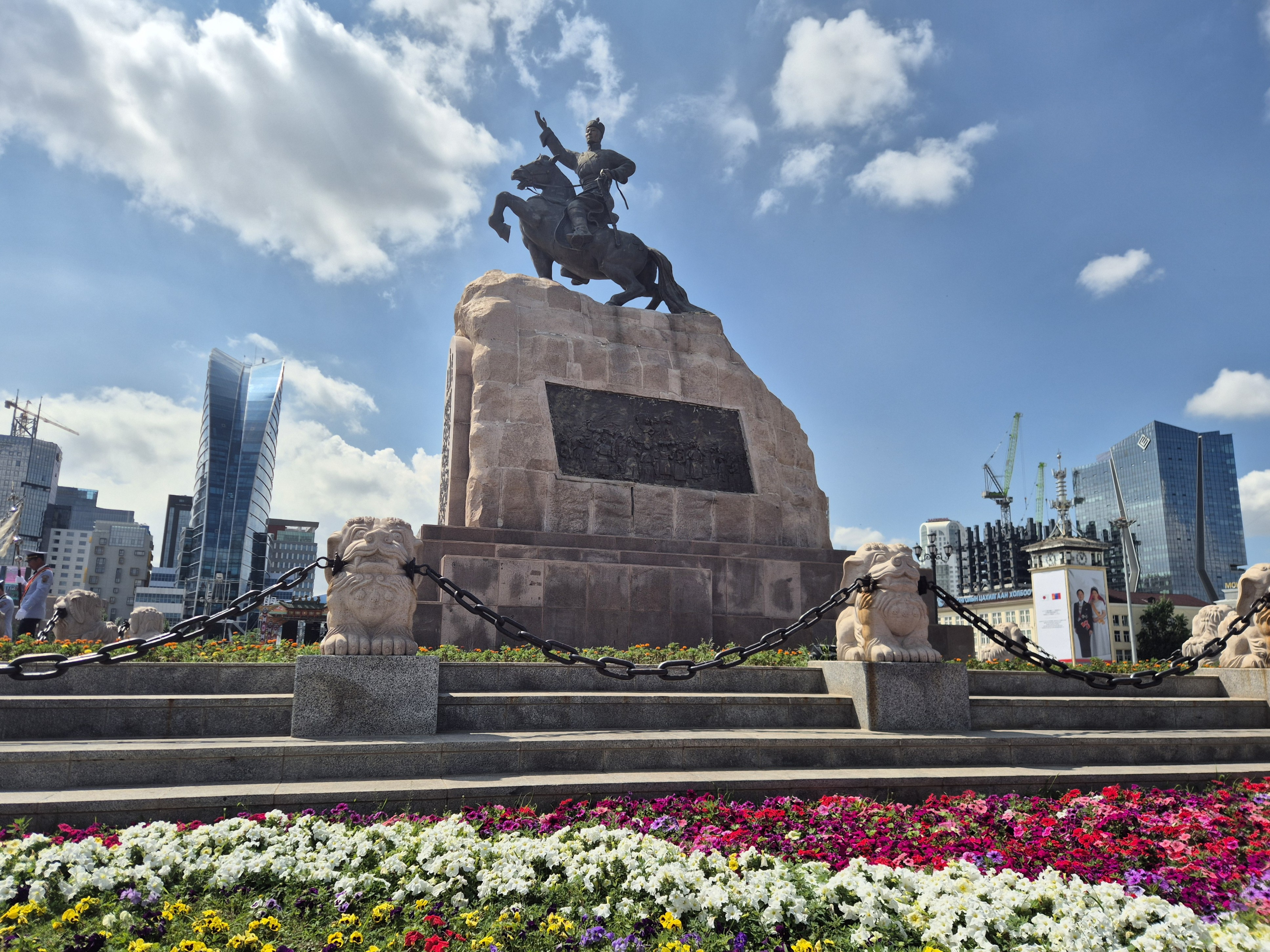
Monumento Sukhebaator, en Ulan Bator, obra del escultor

Después de cerrar el monasterio de Erdeni Dzu en 1938 durante la represión estalinista Choymbol fundó en Tsetserleg  una asociación industrial y artística. Durante un ensayo de fuego en 1939 fue detenido como prisionero de trabajo en obras de construcción.
Después de 1944, tras su liberación, fue profesor de relieve en una escuela situada en la mansión Choibalsan, fue entonces cuando los líderes revolucionarios le liberaron y pudo viajar para completar sus estudios a la Unión Soviética, siendo alumno de una pasantía de escultura en los talleres de Sergéi Merkúrov en Moscú. Después de sus estudios en Rusia, Choymbol regresó a la República Popular de Mongolia , trayendo con él siete dibujos de estatuas , bocetos del futuro Monumento Sukhbaatar. Una vez en el país pudo comenzar la realización del grupo escultórico que había ideado.
La estatua ecuestre de Sukhbaatar, fue instalada en Ulán Bator, la capital de Mongolia, para conmemorar el aniversario de la Revolución Popular en 1946. Por esta obra fue galardonado con el Premio Estatal de la República Popular de Mongolia . Другие работы Чоймбола - «Чойбалсан» ( бетон, 1947), декоративная станковая скульптура «Выход борца» (гипс, 1958), портреты. Otras obras de Choymbol -son Choibalsan (hormigón, 1947), y la esculturas en relieve decorativa los luchadores (yeso, 1958) , así como diferentes retratos. 
Imágenes del monumento ecuestre de Sukhebaator, en la plaza del mismo nombre de Ulan Bator.

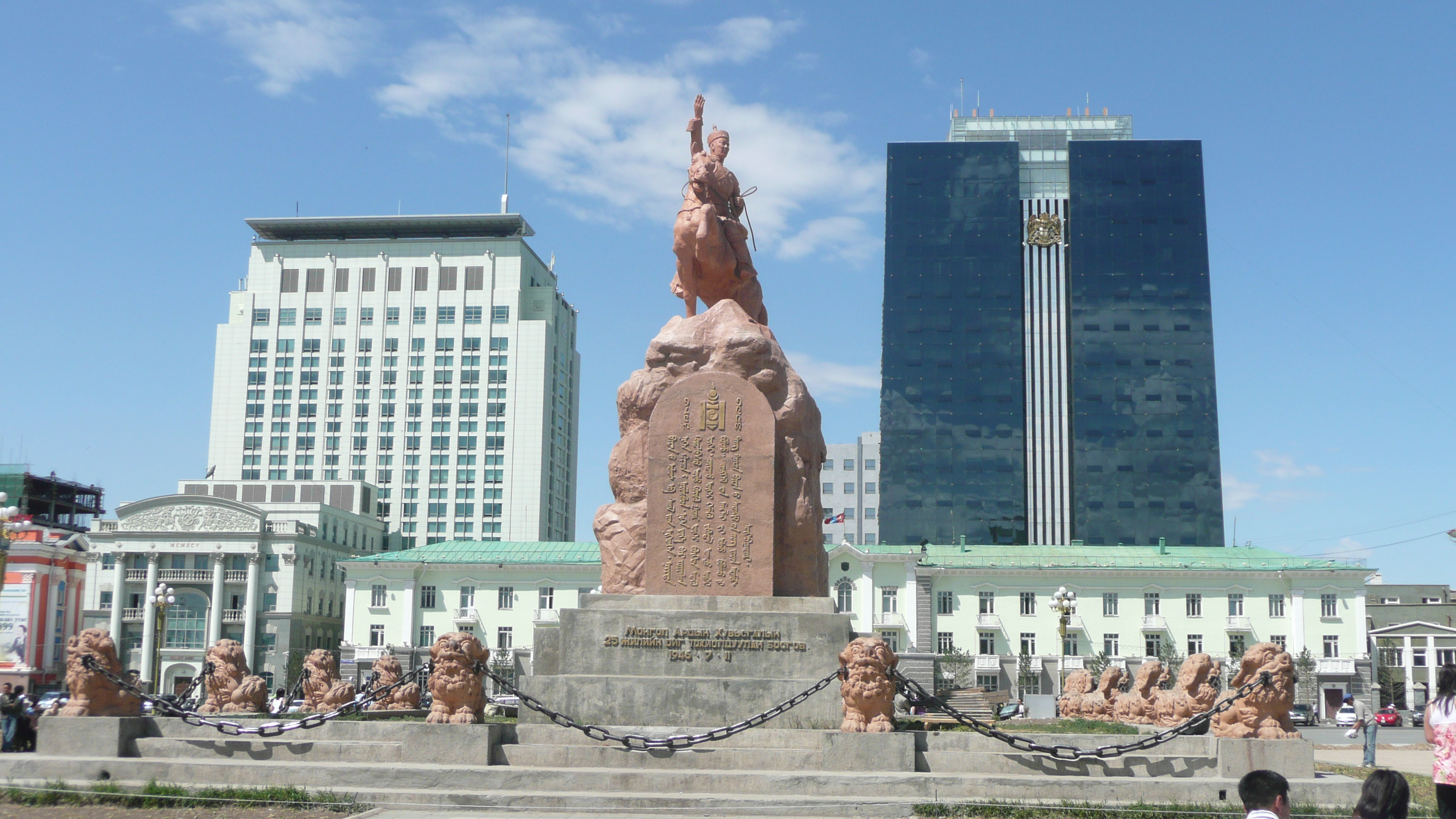
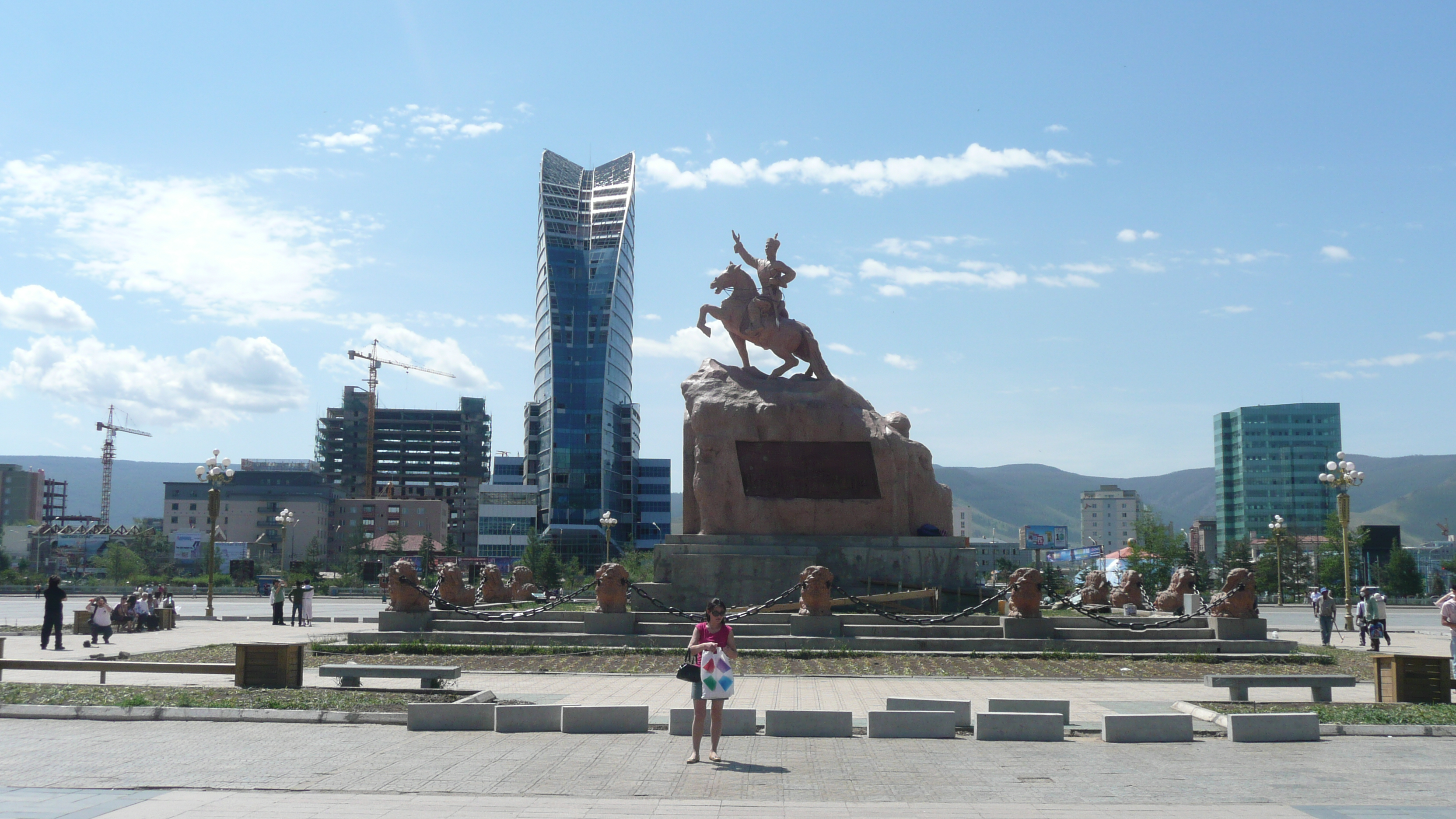
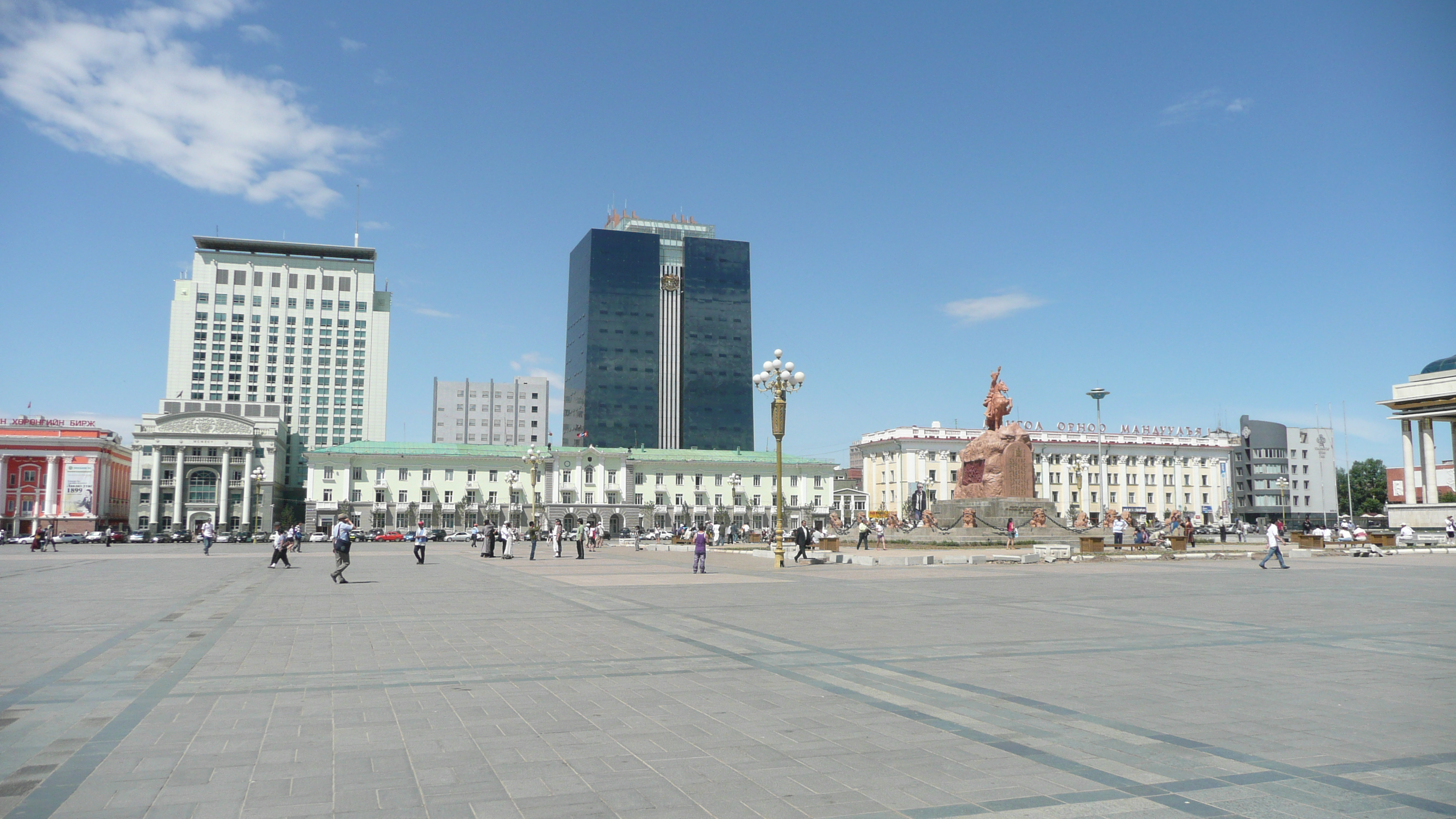
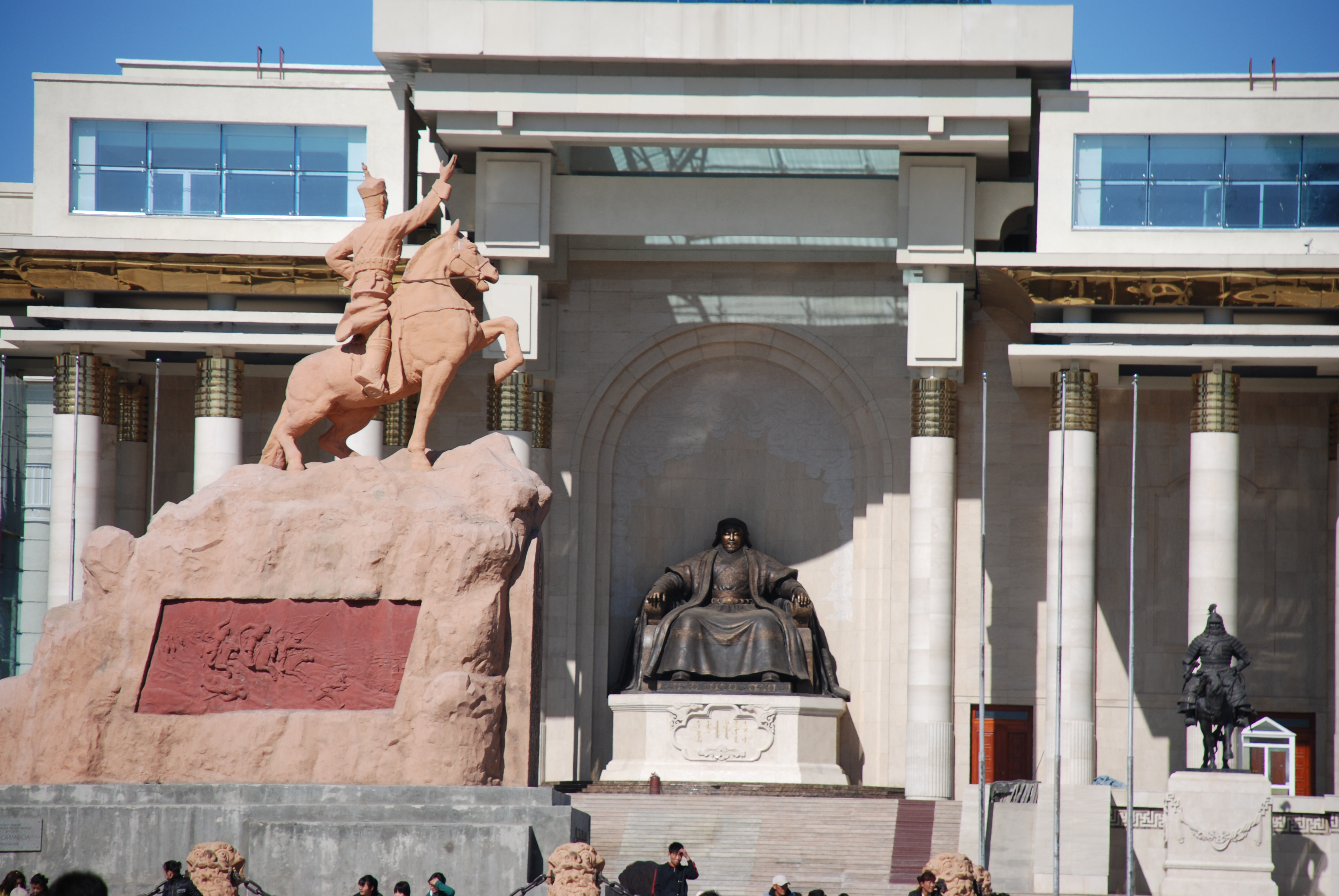

Estatua a caballo de Damdin Sukhbaatar (del escultor Sonomyn Choimbol) y la de Gengis Kan, en la plaza Sukhbaatar de Ulán Bator.